# Pacific Place (Hong Kong)
Ne doit pas être confondu avec Pacific Place.
Pacific Place (太古廣場) est un complexe de gratte-ciel et d'hôtels et un centre commercial situé à Hong Kong au 88 Queensway (en) dans le quartier d'Admiralty (en). La dernière phase du projet, Three Pacific Place, est située au 1 Queen's Road East (en) à Wan Chai,.
Le centre commercial à quatre niveaux accueille plus de 160 boutiques et un grand magasin majeur. Le complexe abrite également trois hôtels 5 étoiles, un hôtel-boutique, trois tours de bureaux et 270 appartements avec services.
Le complexe Pacific Place est détenu et géré par Swire Properties (en), à l'exception de trois hôtels (Conrad Hong Kong, Island Shangri-La et JW Marriott Hong Kong), dans chacun desquels il conserve une participation de 20 %.

## Histoire
Pacific Place est développé par Swire Properties (en). Les phases un et deux sont bâties sur un terrain qui faisait autrefois partie de la caserne Victoria, l'un des premiers complexes militaires de Hong Kong. Le terrain est vendu aux enchères par le gouvernement de Hong Kong lors du réaménagement et est soumissionné avec succès par Swire. Il est acheté en deux tranches en 1985 et 1986 pour un coût total de 1 milliard US$. La première phase ouvre ses portes en 1988. Le Conrad International Hotel est achevé en 1991,. La phase trois, construite par Gammon Construction (en), est achevée en 2004. Elle est développée à partir de vieux bâtiments sur Star Street (en) à Wan Chai.
Pacific Place subi une rénovation majeure qui est achevée en 2011 qui implique des changements intérieurs, extérieurs et architecturaux menés par Thomas Heatherwick et qui ont coûté plus de 2,1 milliards HK$.

## Phases
- Une
  - One Pacific Place
  - JW Marriott Hong Kong
  - The Upper House
- Deux
  - Two Pacific Place
  - Island Shangri-La
    - Deux hôtels Pacific Place et Island Shangri-La occupent respectivement la moitié inférieure et la moitié supérieure de la plus haute tour du complexe, qui mesure 213 mètres de haut et compte 56 étages[11].

  - Conrad Hong Kong
  - Appartements de Pacific Place
- Trois
  - Three Pacific Place

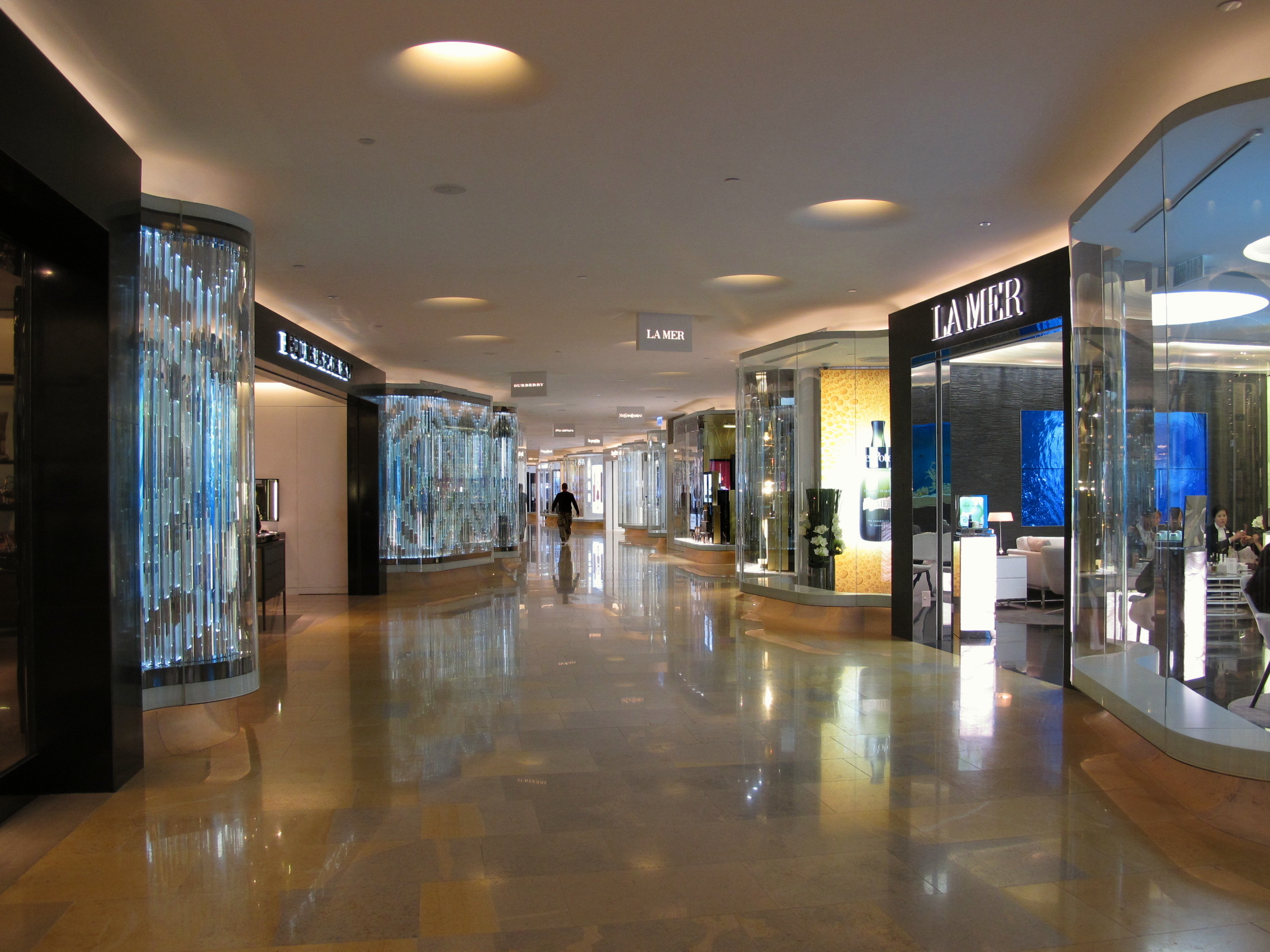
La galerie au niveau 1
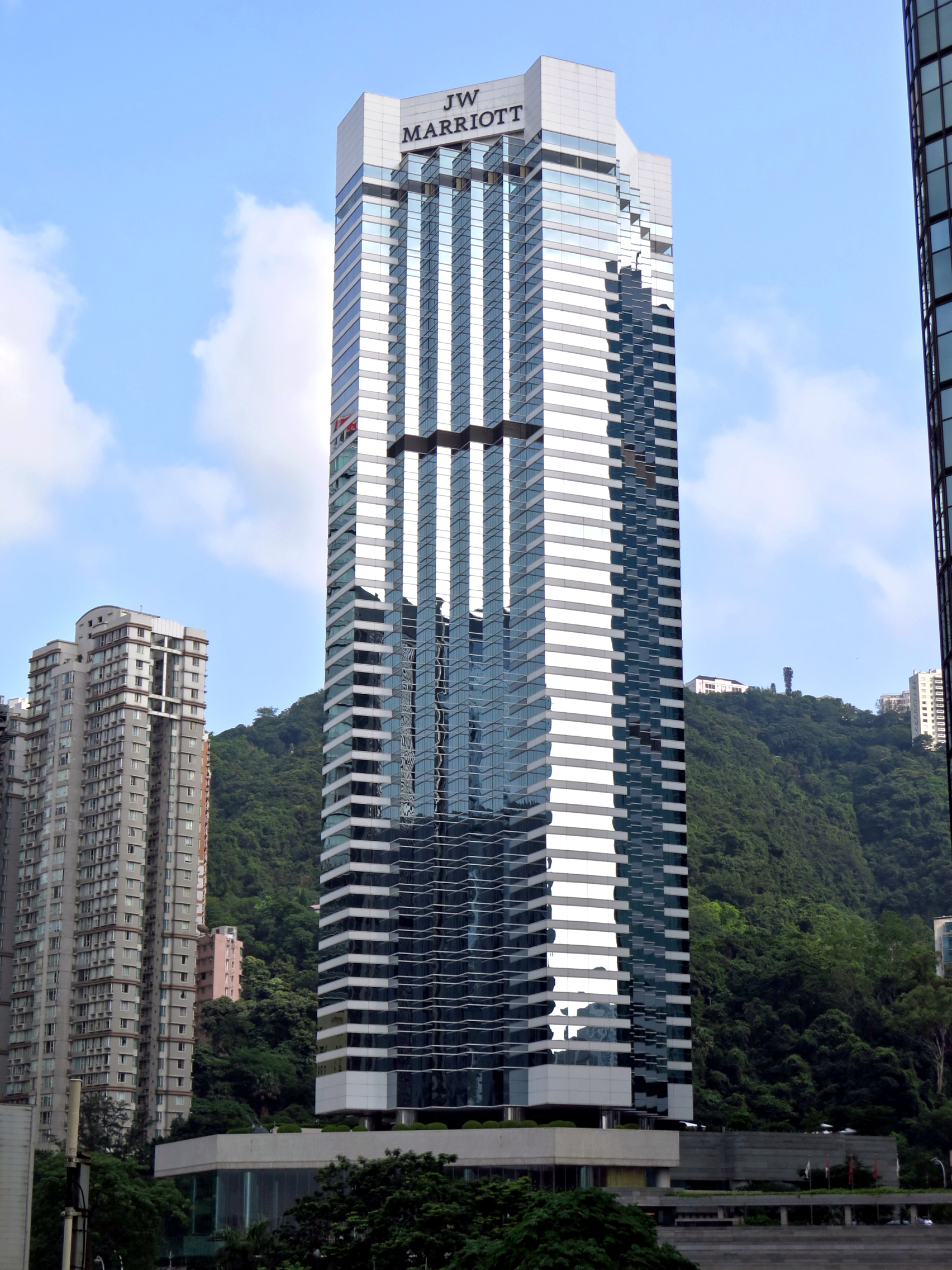
Le JW Marriott Hotel
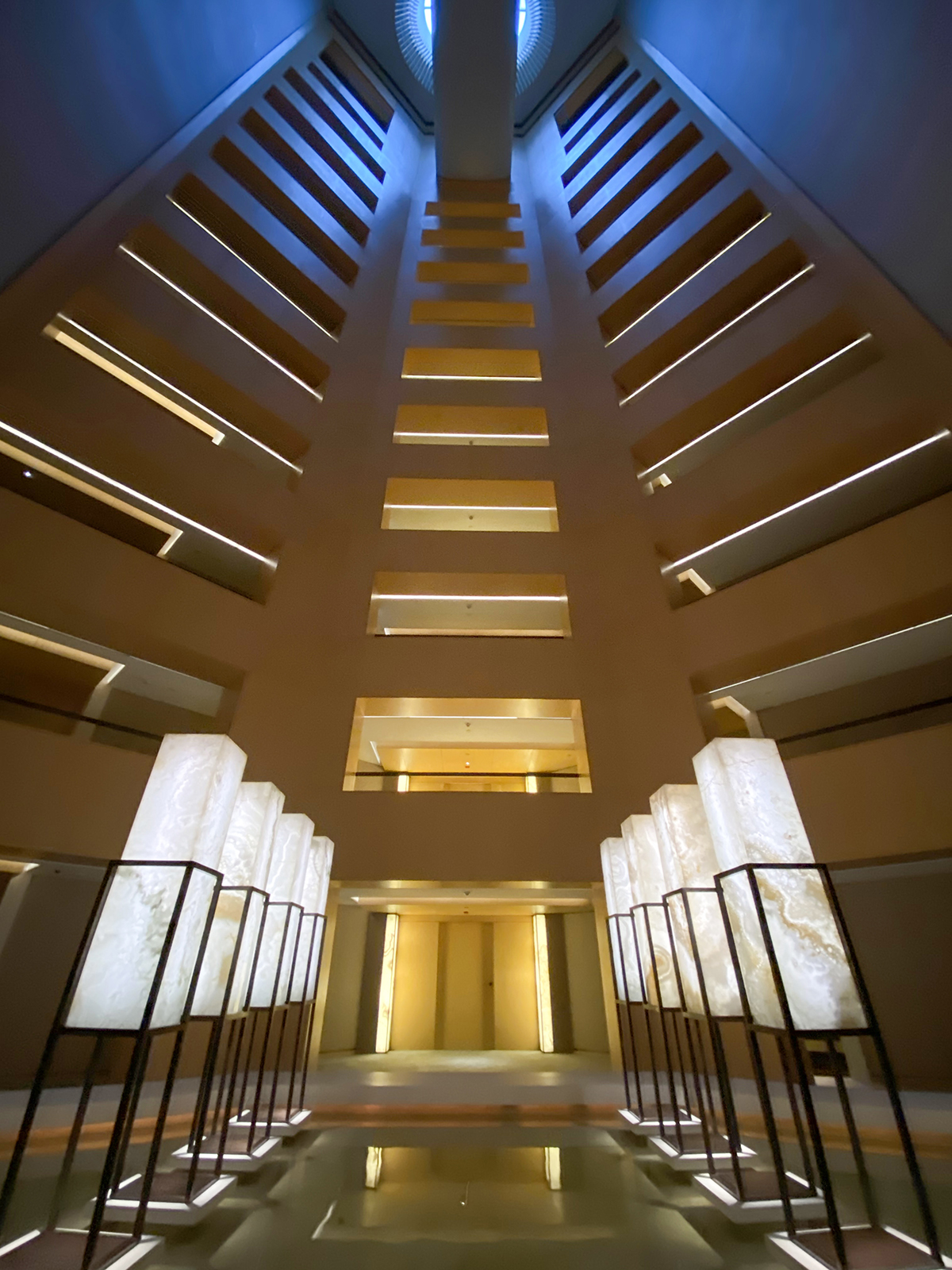
The Upper House
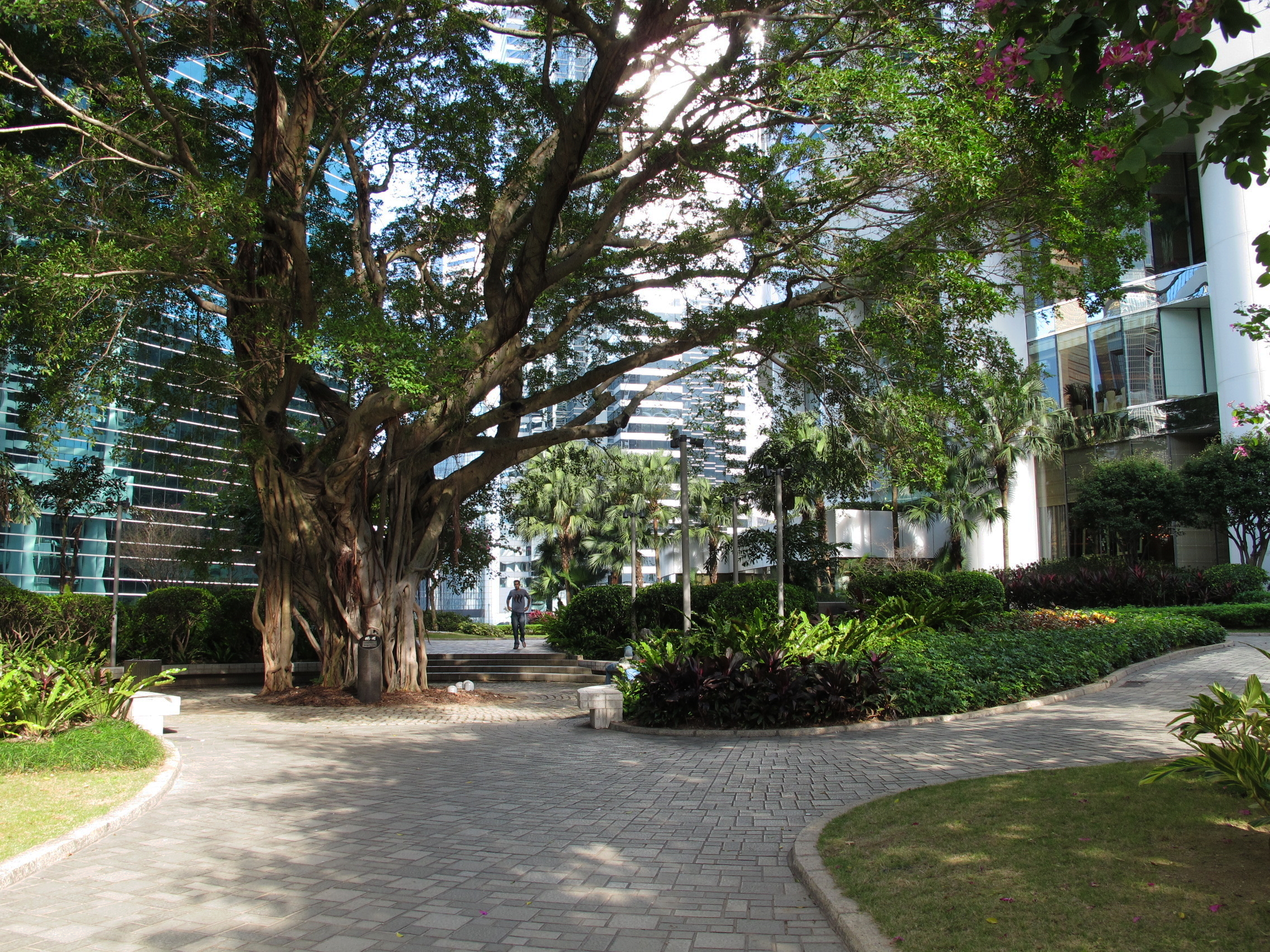
Banians à l'intérieur de Pacific Place
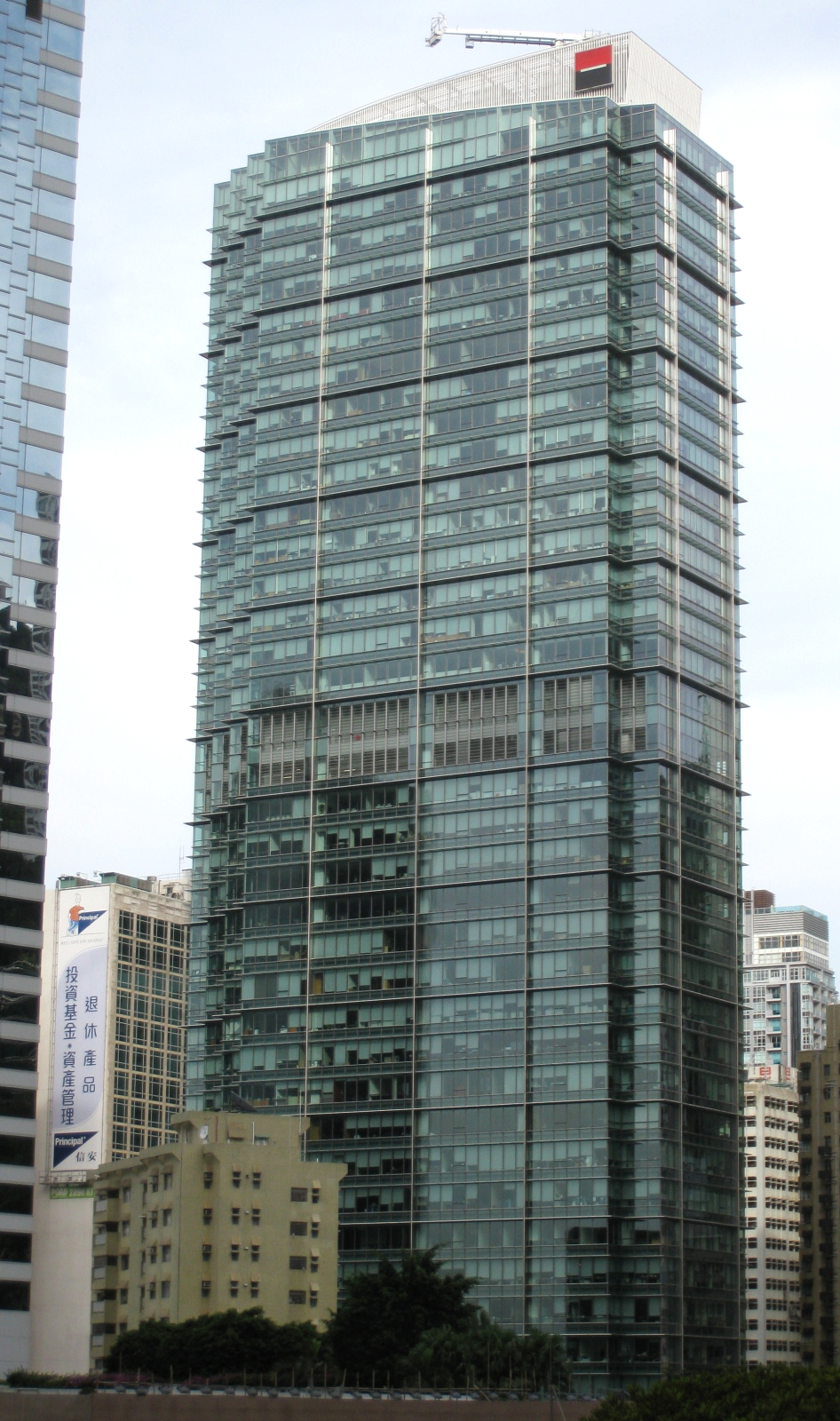
Three Pacific Place

## Centre commercial

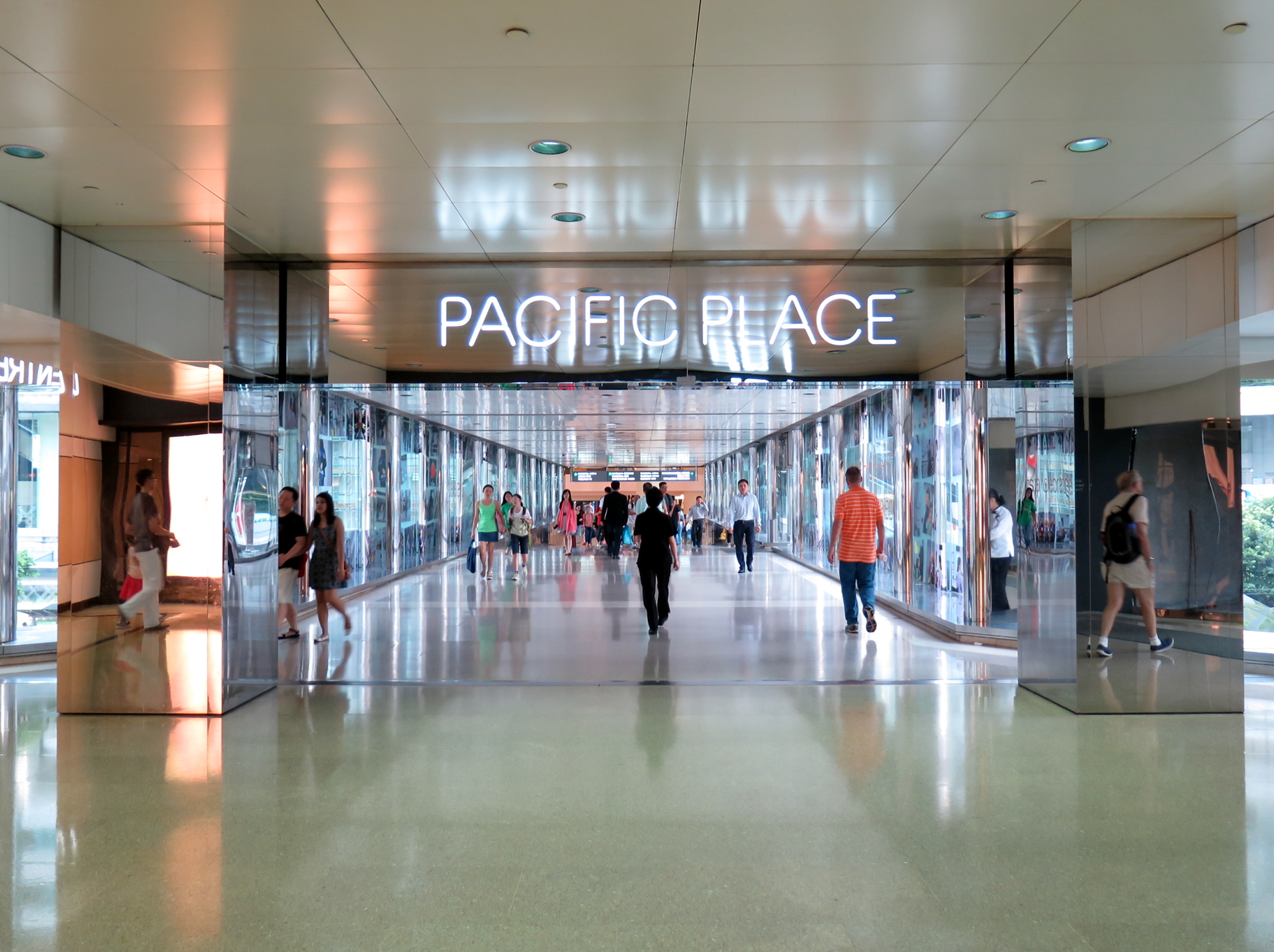
Passerelle entre Pacific Place et Queensway Plaza

La galerie marchande à quatre niveaux abrite à la fois des boutiques de style de vie et des boutiques haut de gamme dans des domaines allant du divertissement, de la restauration, des accessoires aux vêtements. Elle abrite un grand magasin Harvey Nichols. Une passerelle le relie à travers Queensway à Queensway Plaza et United Centre. Elle est reliée par des tunnels à la station de métro Admiralty et à Three Pacific Place. Des escalators la relient au parc de Hong Kong.